# 山下恵子
山下 恵子（やました けいこ）は、日本の元卓球選手。現役時代は日本代表として世界卓球選手権やアジア卓球選手権に出場。全日本卓球選手権大会では女子ダブルスで4連覇を達成。

## 経歴
明治生命在籍時の1980年度、全日本社会人卓球選手権で神田絵美子と出場した女子ダブルスで優勝。※以降、ダブルスのペアは特記がない限り神田。全日本選手権では女子ダブルス決勝で岩田浩子 / 秋和百合子組を2-1で下し初優勝。
1981年度、社会人選手権で女子ダブルス2連覇。全日本選手権では女子ダブルス決勝で林愉美 / 稲森愛弓組を2-1で下し、2連覇。
1982年度、ニューデリー (インド) で行われたアジア競技大会の卓球競技で阿部博幸と出場した混合ダブルスで銅メダル。ジャカルタ (インドネシア) で行われたアジア卓球選手権では嶋内よし子と出場した女子ダブルスで銅メダル、団体で銀メダル。社会人選手権で女子ダブルス3連覇。全日本選手権では女子ダブルス決勝で山崎温子 / 大川百合子組を2-1で下し、3連覇。
1983年度、東京で開催された第37回世界卓球選手権に出場。社会人選手権女子ダブルスで4連覇。全日本選手権では女子ダブルス決勝で川東加代子 / 大岩裕美子組を2-1で下し、4連覇。阿部と出場した混合ダブルス決勝で斎藤清 / 嶋内組に1-2で屈し準優勝。
1984年度、社会人選手権で林芳子と出場した女子ダブルスで5連覇。